# Primas-Palast (Warschau)

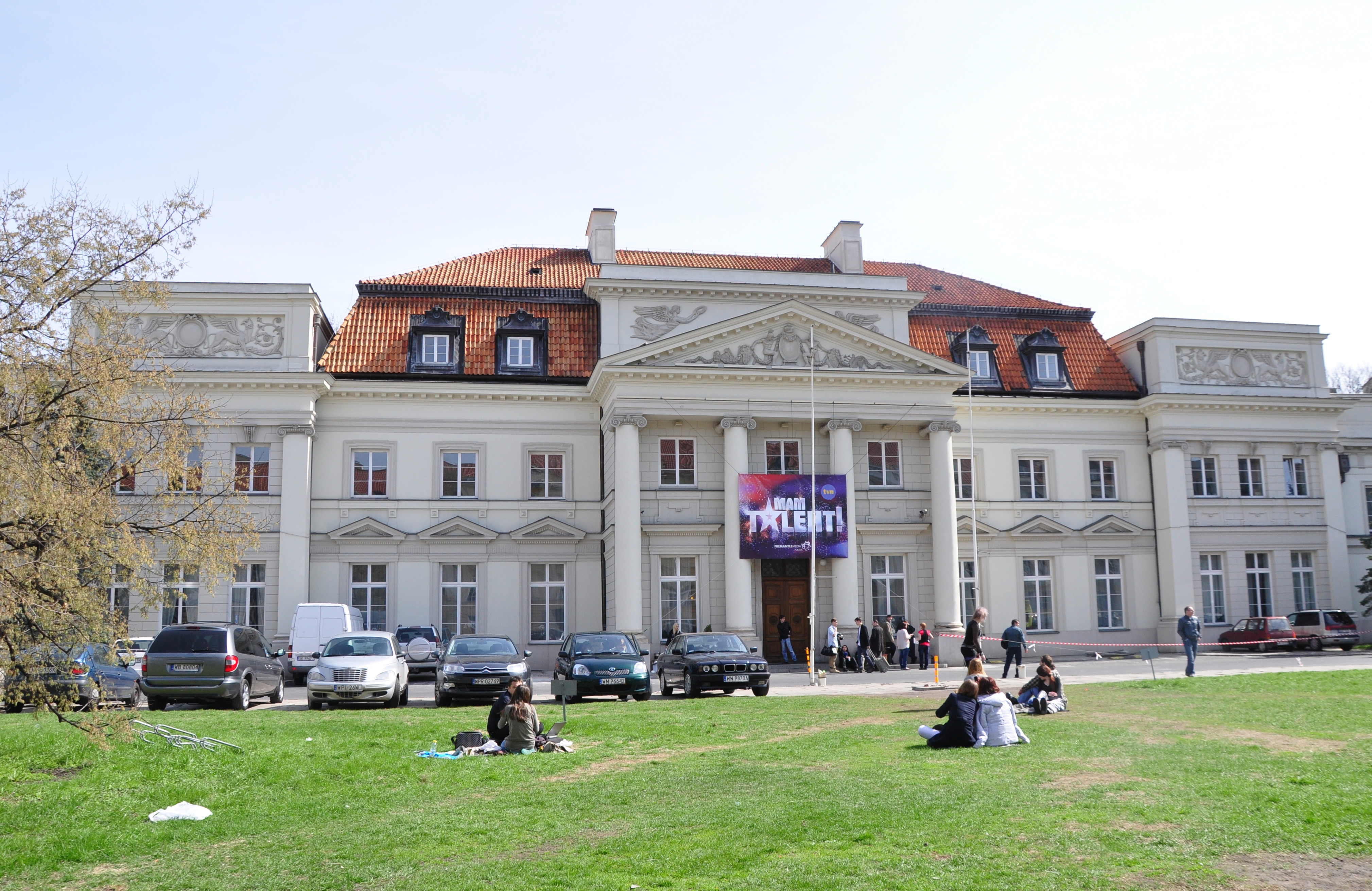
Der Kernbau des Palastes im Sommer 2011

Der im klassizistischen Stil errichtete Primas-Palast (Polnisch: Pałac Prymasowski) liegt an der Warschauer Ulica Senatorska 13/15. Damit befindet sich die Anlage aus dem 18. Jahrhundert in der Nähe des Königsschlosses im Innenstadtdistrikt. Der Palast war der Sitz des jeweiligen Primas von Polen und gehört zu den imposantesten Residenzen der Stadt. Er gilt als erster klassizistischer Palast Polens. Heute befindet er sich in privater Hand und wird als Hotel genutzt.

## Lage
Die Anlage öffnet sich zur Ulica Senatorska, die hier in unmittelbarer Nähe zur Kreuzung mit der Ulica Miodowa liegt. Gegenüber an der Senatorska liegt ein langgestreckter, ebenfalls nach dem Krieg wiederaufgebauter Mehrgebäudekomplex (Senatorska 6-12), zu dessen südostwärtigen Teil der Dembiński-Palast (Senatorska 12), zum nordwestlichen der Seitenflügel des Warschauer Palastes der Bischöfe von Krakau gehört. Im Norden liegt hinter dem linken Seitenflügel des Palastes die schmale Ulica Kozia, in etwa deren Mitte sich das Karikatur-Museum Warschaus befindet. Sowohl von diesem Museum aus wie auch von der der Seite des Plac Tetralny hat man freien Zugang zu dem ehemaligen Garten des Primas-Palastes, der heute ein öffentlicher Park ist. Im Umkreis von 50 Metern um den Palast herum befinden sich das Teatr Wielki, der Blank-Palast sowie der Małachowski-Palast.

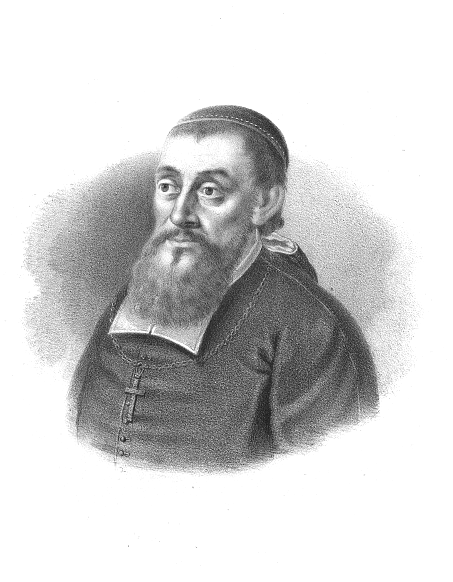
Primas und Erbauer des ersten Palastes Wojciech Baranowski (1548–1615); unbekannter Künstler (1864)

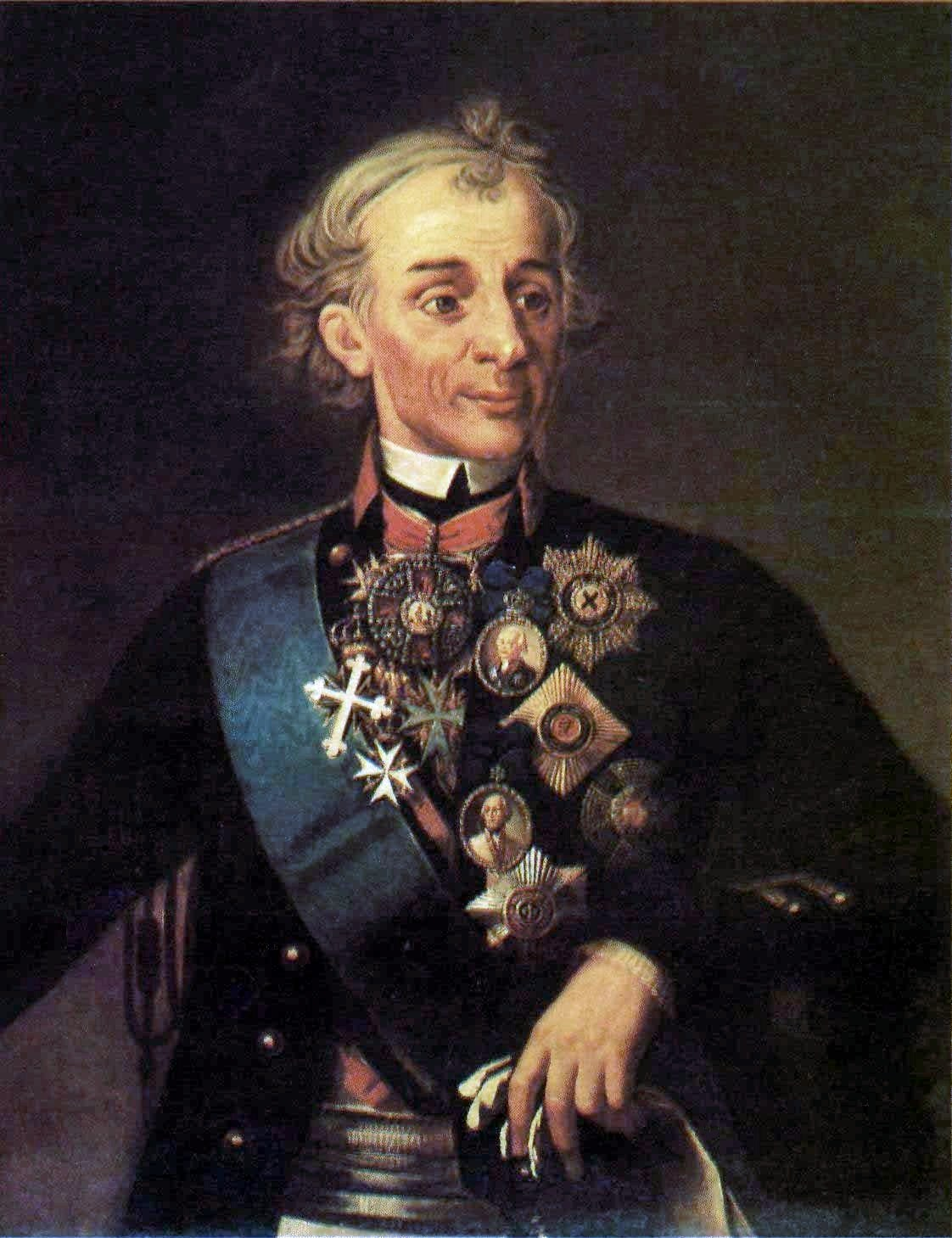
Feldmarschall und Palastbewohner Alexander Wassiljewitsch Suworow (1730–1800); Porträt von George Dawe (ca. 1830)

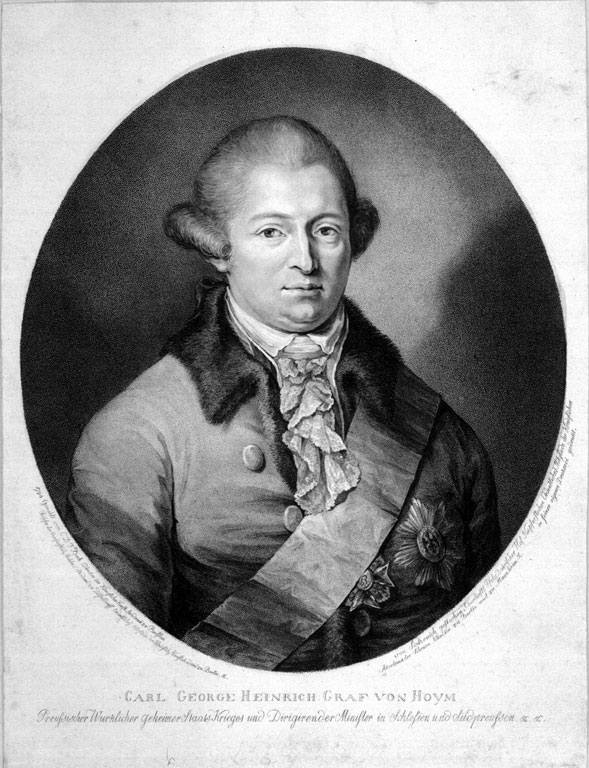
Palastbewohner Karl Georg von Hoym (1739–1807); Stich von C. D. F. Bach (1794)

## Geschichte
Zum Ende des 16. Jahrhunderts ließ der Bischof von Płock, Wojciech Baranowski, hier einen Palast errichten, nachdem er an dieser Stelle vorher befindliche Stallungen und Gehöfte angekauft und abreißen hatte lassen. Der Architekt des damaligen Palastgebäudes ist unbekannt. Als Baranowski zum Erzbischof von Gniezno (und damit zum Primas von Polen) ernannt wurde, übertrug er 1612 diesen Palast an das Erzbistum Gnesen als zukünftig durch den Primas zu nutzenden Sitz in Warschau. Die Bauarbeiten wurden unter Primas Wawrzyniec Gembicki fortgeführt. Primas Jan Lipski sorgte für dekorative Ergänzungen.

### Zerstörungen und Wiederaufbau
Während des Einfalls der Schweden in Polen in der Mitte des 17. Jahrhunderts wurde der Palast zerstört. Nach Entwürfen von Józef Fontana wurde er in den Jahren 1666 bis 1673 im Auftrag von Primas Michał Prażmowski wiederaufgebaut. Eine Restaurierung und Erweiterung erfolgte auf Veranlassung von Primas Michał Radziejowski – vermutlich nach einem Entwurf von Tylman van Gameren – in den Jahren 1690/91.
1704 wurde der Palast erneut – diesmal von sächsischen, walachisch-italienischen und Kosakentruppen im Rahmen des Großen Nordischen Krieges – vernichtet. Unter dem Primas Stanisław Szembek wurde das Gebäude wiederaufgebaut, an den Arbeiten war der Architekt Jan Chrzciciel Ceroni beteiligt. Bis 1795 blieb der Palast Sitz des polnischen Primas. Unter ihnen wurde die Residenz mehrfach ausgebaut. So änderte Theodor Andreas Potocki die Innengestaltung. Grundlegend wurde das Gebäude von 1749 bis 1759 unter Primas Adam Ignacy Komorowski im Rokokostil neugestaltet. In der damaligen Form wurde der Palast auf der Bordüre des Warschauer Stadtplanes von Pierre Ricaud de Tirregaille im Jahr 1762 abgebildet.
Im November 1767 fanden im Palast Sitzungen einer vom sogenannten Repnin-Sejm gebildeten Delegation statt, die mit dem russischen Botschafter Nikolai Wassiljewitsch Repnin über die Religionsgleichbehandlung in Polen verhandelte.

### Klassizistischer Stil und Erweiterung
Ab 1777 wurde das Ensemble erneut in großem Umfang um- und ausgebaut. Primas Antoni Kazimierz Ostrowski beauftragte Ephraim Schröger mit den Arbeiten zu einer klassizistischen gestalteten Anlage. Nach dem Tode Schrögers übernahm Simon Gottlieb Zug die Bauleitung. Nachdem auch der Bauherr gestorben war, führte dessen Nachfolger, Michał Poniatowski (ein Bruder des Königs Stanislaus II. August Poniatowski) den Umbau fort. Im Laufe der Arbeiten erhielt der Kernbau vor dem Mittelrisalit einen Portikus mit vier ionischen Säulen, die Eckrisalite wurden um blinde Mauern – ohne Änderung des barocken Mansarddaches – erhöht. An den Kernbaun mit seinen Eckrisaliten wurden je zwei nach vorne zu einem Halbrund schließende Flügel errichtet, die von je einem Pavillon – ebenfalls mit Portikus, gerichtet zur Hofseite – abgeschlossen wurden. Schließlich wurde an das Corps de Logis ein großer Ballsaal angebaut. Die Innenausstattung wurde von Johann Christian Kamsetzer verantwortet, der einige Räume im klassizistischen Stil umgestalten ließ.

### Besatzungszeiten
Michał Poniatowski starb am 12. August 1794 aufsehenerregend in seinem Palast. Angeblich nahm er Gift, das ihm sein königlicher Bruder hatte schicken lassen. Andernfalls wäre er verhaftet worden, da er während des Kościuszko-Aufstand den preußischen Truppen Schwachpunkte der Warschauer Verteidigungsanlagen mitteilen wollte.
Nach der Niederschlagung des Aufstandes nahm der russische Feldmarschall Alexander Wassiljewitsch Suworow seinen Sitz im Palast. Während der Zeit der preußischen Besatzung Warschaus residierte hier der Minister Karl Georg Heinrich von Hoym. In der Zeit des Herzogtums Warschau übernahm die Regierung die Anlage. Von 1816 bis 1832 befand sich in dem Gebäude die Regierungskommission für Kriegswesen (polnisch: Komisja Rządowa Wojny). Später waren hier Büros von verschiedenen militärischen Einrichtungen untergebracht. Ab 1870 war es Sitz einer Offiziersschule (polnisch: Szkoła Junkrów) und später der Verwaltung für das Festungsbauwesen (Zarząd Inżynierii Wojskowej).
Umbauten und Erweiterungen (so die Aufstockung des Kernbaues) im 19. Jahrhundert zerstörten den Charme dieser einstmals prächtigen Residenz. Im Jahr 1927 wurde der Palast nach einem Entwurf von Marian Lalewicz als Sitz des Ministeriums für Landwirtschaft und Agrarreform (polnisch: Ministerstwo Rolnictwa i Reform Rolnych) eingerichtet.

### Zweiter Weltkrieg und Nachkriegszeit
Beim Kampf um Warschau zu Beginn des Zweiten Weltkriegs wurde der Palast durch Bombentreffer beschädigt und brannte aus. Unter der Leitung von Kazimierz Saski wurde die Anlage 1949 als Sitz der Generaldirektion der Museen und des Denkmalschutzes wiederaufgebaut. Dabei erhielt er sein Aussehen vom Ende des 18. Jahrhunderts zurück. Später wurde der Palast vom Warschauer Standesamt genutzt. Seit dem Jahr 1999 befindet er sich im Eigentum der ZPR S.A., eines Medien- und Casino-Konglomerats (unter anderem Herausgeber des Tabloids Super Express), das hier Büroräume und Veranstaltungsangebote unterhält.
Der von den Flügelbauten des 18. Jahrhunderts eingefasste, halbrunde ehemalige Ehrenhof wird heute als öffentlicher Parkplatz genutzt.

## Ansichten

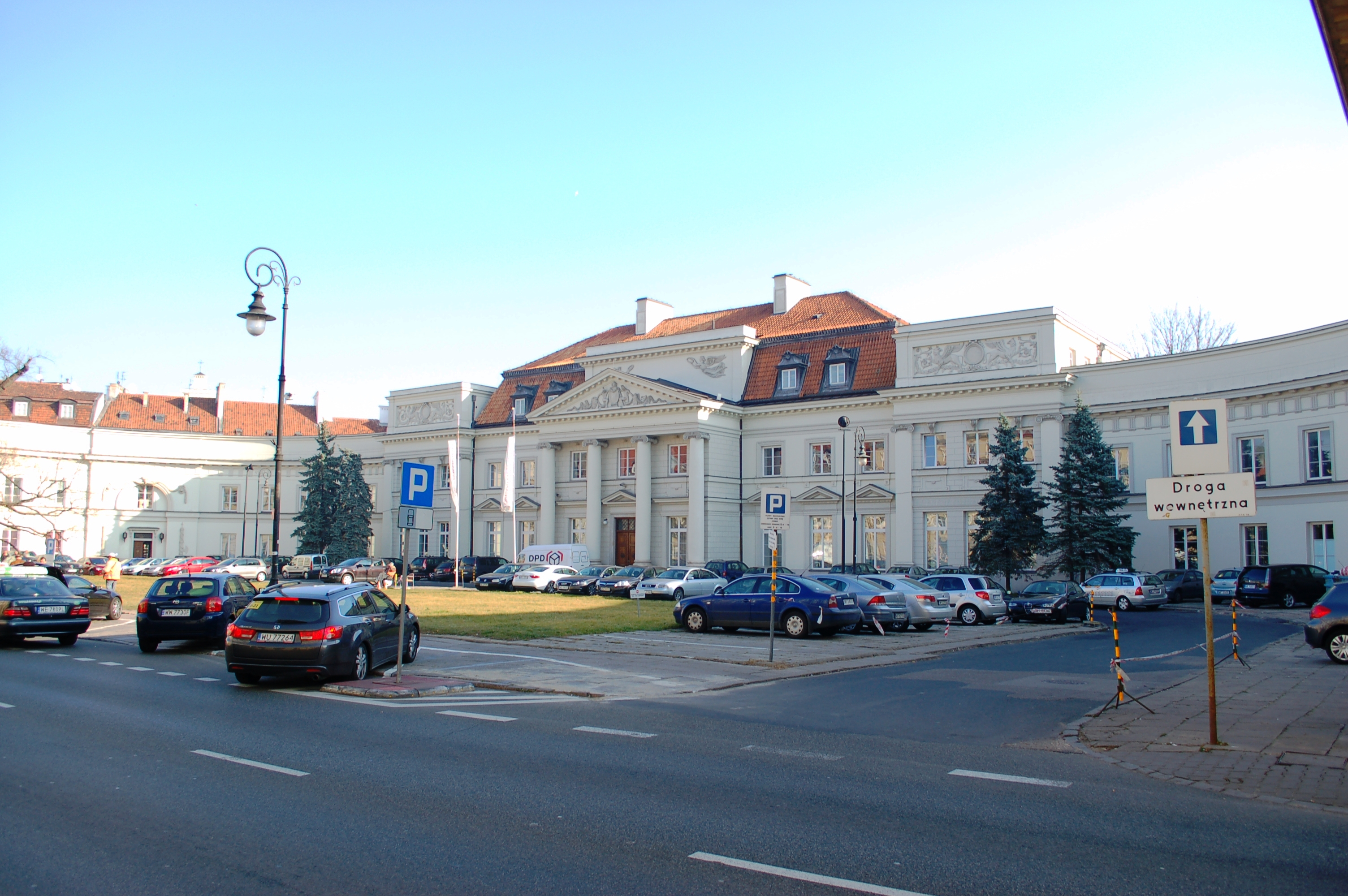
Das Gesamtensemble an der Ulica Senatorska
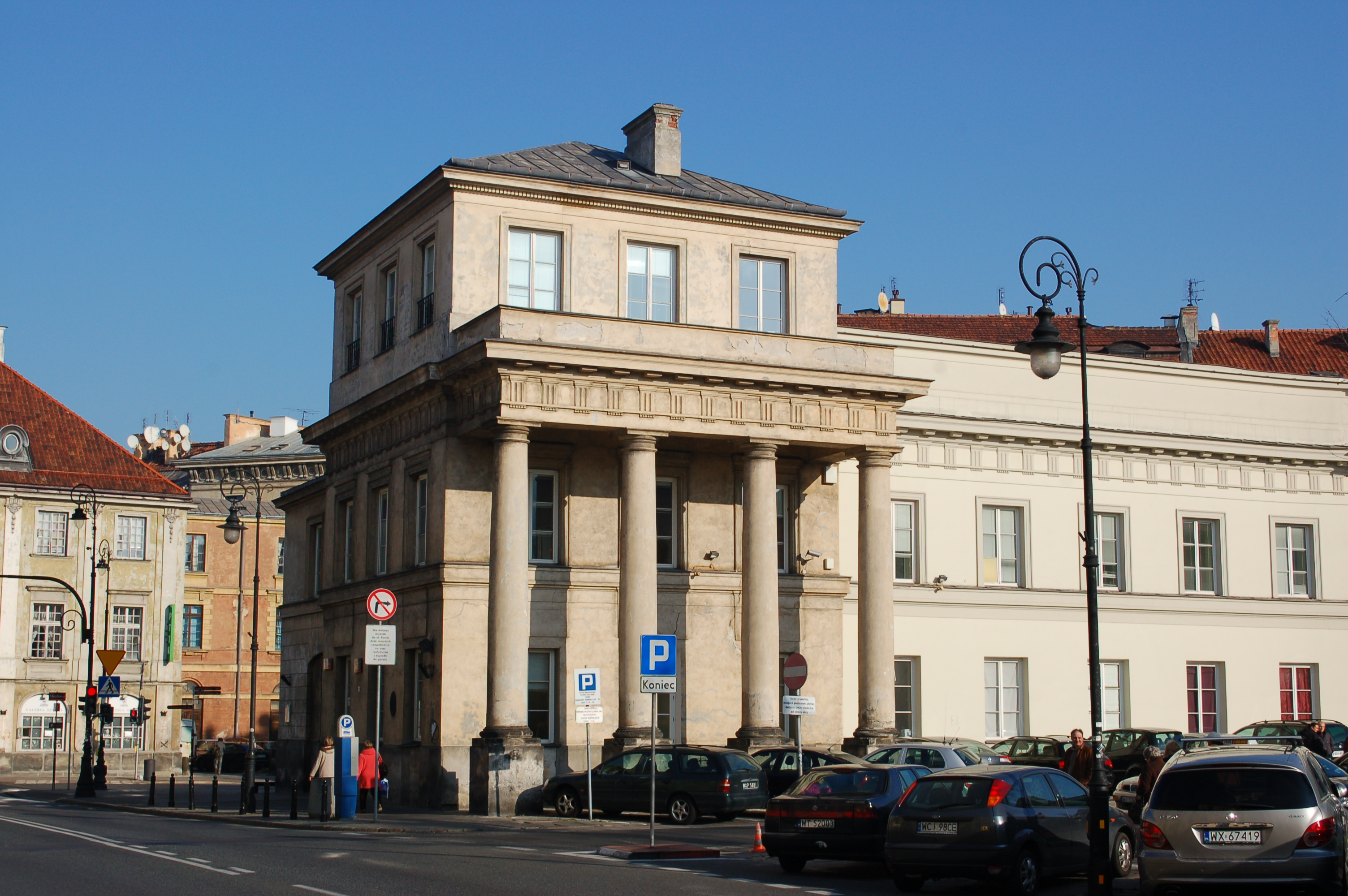
Der linke Eckpavillon, der den geschwungenen Flügel abschließt
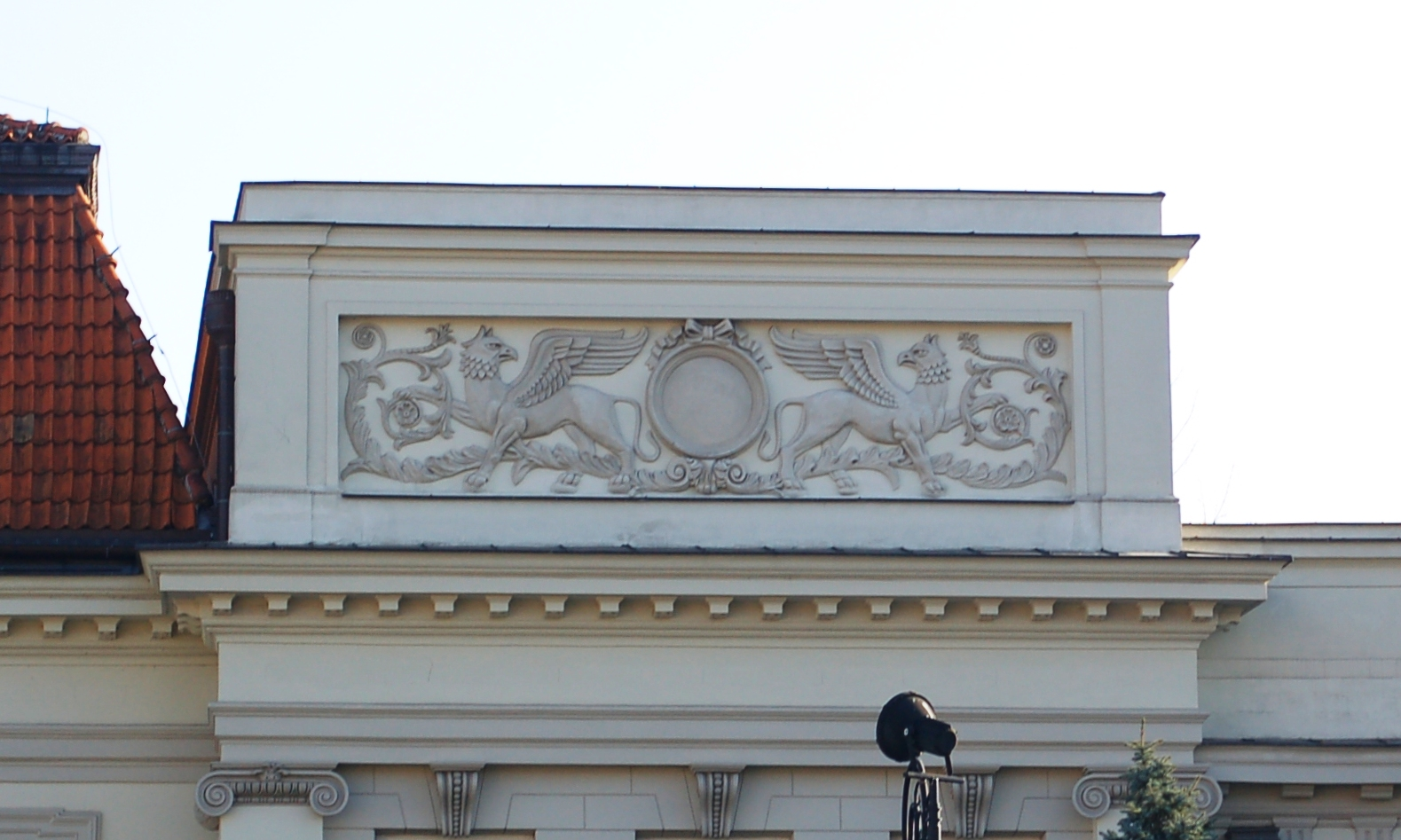
Flachrelief auf der Blindmauer eines der beiden Eckrisalite des Kernbaus
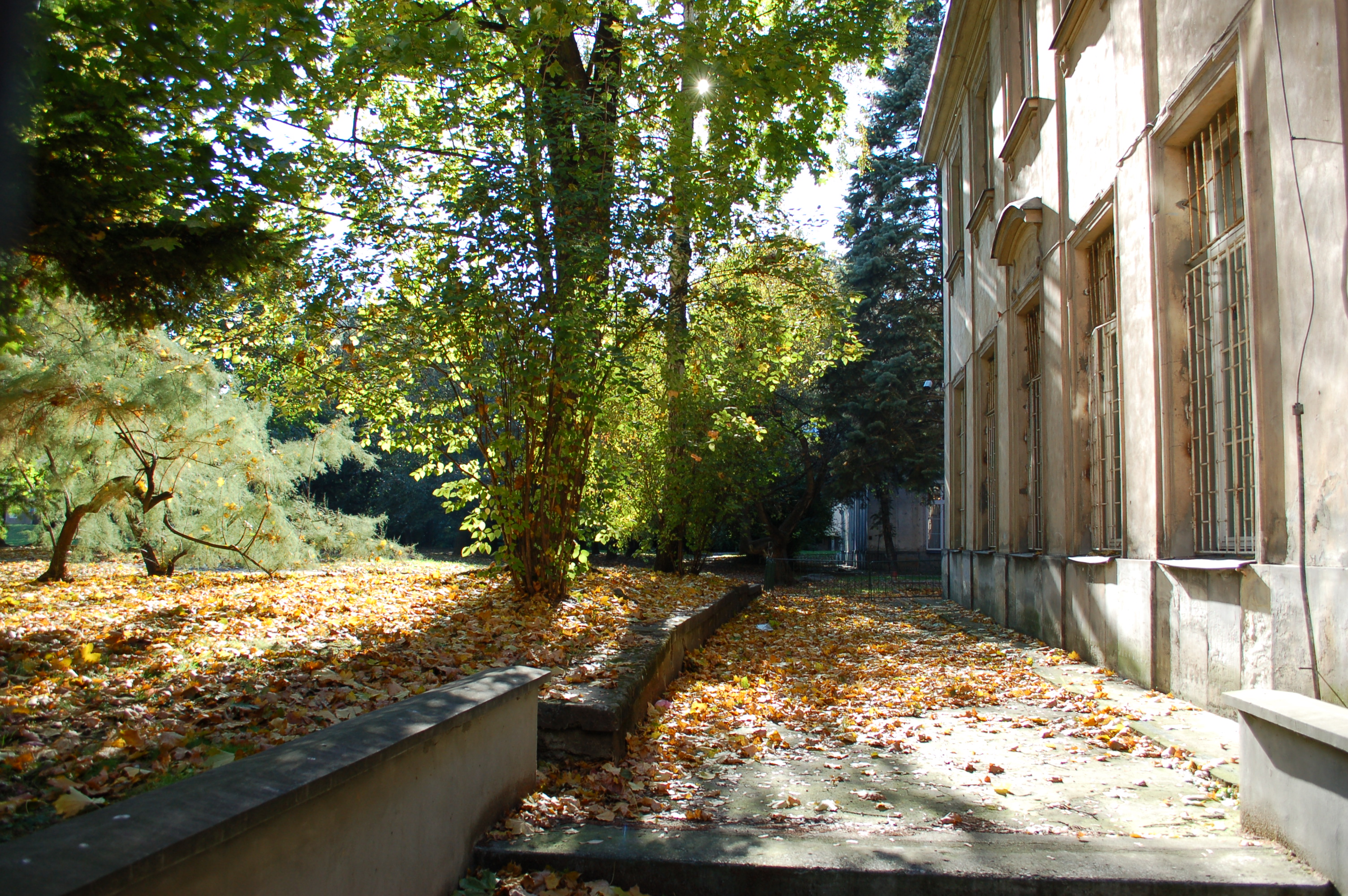
Rückseite des Palastes mit ehemaligem Park
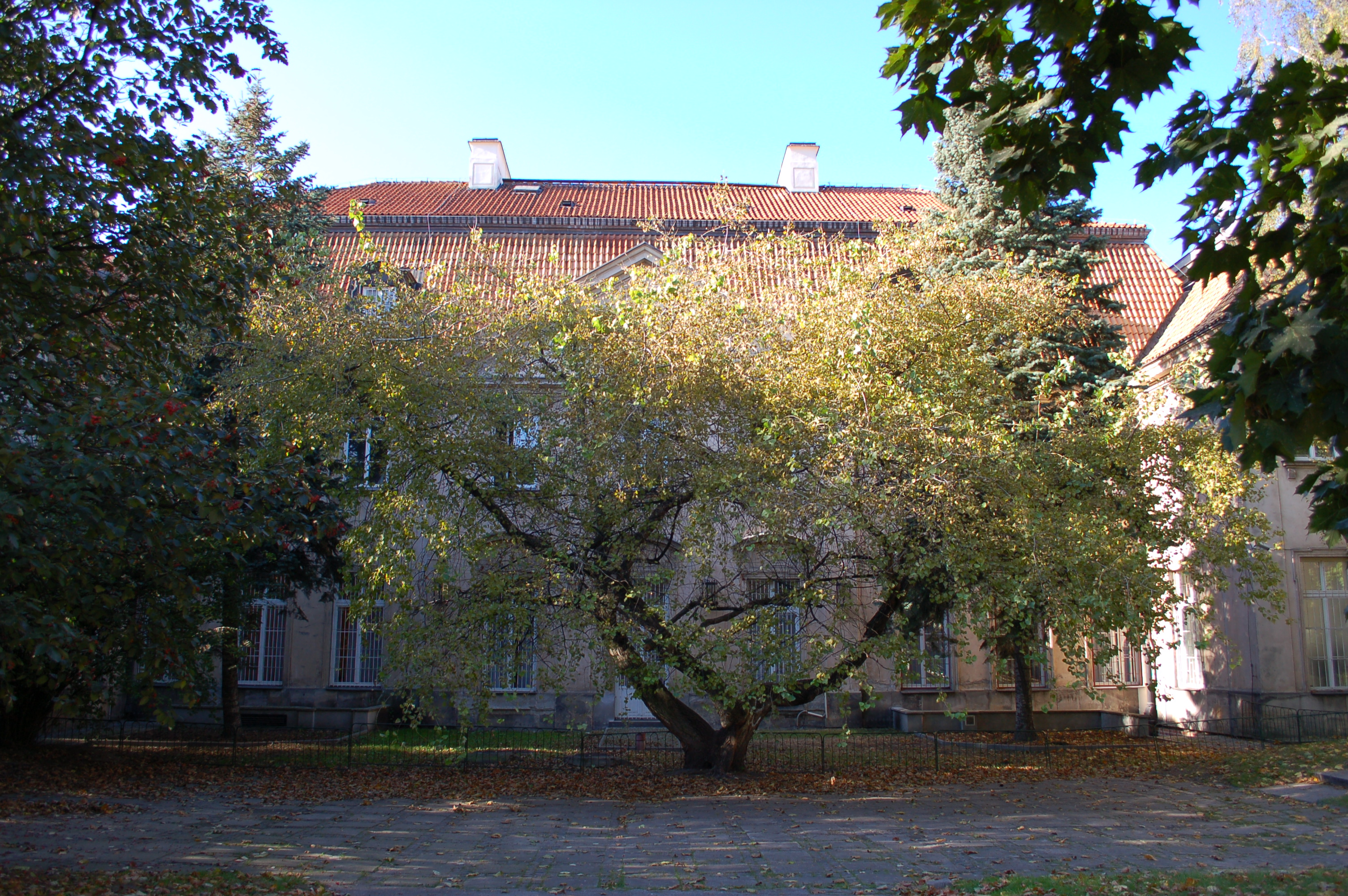
Blick vom heute öffentlichen Park auf die Rückseite des Palastes